# Srđan Mrkušić
Srđan Mrkušić (Signo, 26 maggio 1915 – Belgrado, 30 ottobre 2007) è stato un calciatore e ingegnere jugoslavo.

## Carriera

### Club
Adocchiato dal leggendario Luka Kaliterna nel 1934 viene portato nell'Hajduk Spalato da diciottenne dove rimase fino al 1936. Successivamente si trasferisce nel BSK Belgrado, dove vince il campionato 1938-1939, prima di essere costretto, a seguito dell'invasione tedesca della Jugoslavia, a sospendere l'attività agonistica.
Nel 1945, nel primo campionato della RSF di Jugoslavia, trionfa con la maglia "nazionale" della Repubblica Socialista di Serbia.
Diventa uno dei membri fondatori della Stella Rossa, dove rimane fino al 1954, alla soglia dei quarant'anni, vincendo due campionati della RSF di Jugoslavia e tre Coppe di Jugoslavia.
Il 9 settembre 1953 difendendo la porta della Stella Rossa diventa, con 38 anni 3 mesi e 13 giorni, il può anziano giocatore ad aver giocato in una partita del Campionato jugoslavo.

### Nazionale
Per la Nazionale jugoslava (1941–50) giocò 11 partite; il debutto risale al 1941 contro l'Ungheria (1 a 1) a Belgrado, fu l'ultima partita giocatasi prima della Seconda guerra mondiale. L'ultima partita con la nazionale la disputò nel 1950 a Budapest contro l'Austria (2 a 7).
Al mondiale del 1950 giocò tutte e 3 le partite (Svizzera 3:0, Messico 4:1 i Brasile 0:2).
È l'unico giocatore ad avere giocato sia con la maglia della Nazionale del Regno di Jugoslava, con cui ha debuttato il 23 marzo 1941 contro l'Ungheria, sia con la maglia della Nazionale della Repubblica Federale Socialista di Jugoslavia, con cui ha partecipato ai Mondiali del 1950.

### Post-ritiro
Lavorò a Belgrado come ingegnere dove si occupò della in particolare della costruzione di impianti calcistici. Fino al resto dei suoi giorni rimase fedele alla Stella Rossa dove ricoprì un ruolo come membro della dirigenza.

## Statistiche

### Cronologia presenze e reti in nazionale
| Cronologia completa delle presenze e delle reti in nazionale ― Jugoslavia | Cronologia completa delle presenze e delle reti in nazionale ― Jugoslavia | Cronologia completa delle presenze e delle reti in nazionale ― Jugoslavia | Cronologia completa delle presenze e delle reti in nazionale ― Jugoslavia | Cronologia completa delle presenze e delle reti in nazionale ― Jugoslavia | Cronologia completa delle presenze e delle reti in nazionale ― Jugoslavia | Cronologia completa delle presenze e delle reti in nazionale ― Jugoslavia | Cronologia completa delle presenze e delle reti in nazionale ― Jugoslavia |
| Data                                                                      | Città                                                                     | In casa                                                                   | Risultato                                                                 | Ospiti                                                                    | Competizione                                                              | Reti                                                                      | Note                                                                      |
| ------------------------------------------------------------------------- | ------------------------------------------------------------------------- | ------------------------------------------------------------------------- | ------------------------------------------------------------------------- | ------------------------------------------------------------------------- | ------------------------------------------------------------------------- | ------------------------------------------------------------------------- | ------------------------------------------------------------------------- |
| 23-3-1941                                                                 | Belgrado                                                                  | Jugoslavia                                                                | 1 – 1                                                                     | Ungheria                                                                  | Amichevole                                                                | -1                                                                        |                                                                           |
| Totale                                                                    |                                                                           | Presenze                                                                  | 1                                                                         |                                                                           | Reti                                                                      | 0                                                                         |                                                                           |

| Cronologia completa delle presenze e delle reti in nazionale ― Jugoslavia | Cronologia completa delle presenze e delle reti in nazionale ― Jugoslavia | Cronologia completa delle presenze e delle reti in nazionale ― Jugoslavia | Cronologia completa delle presenze e delle reti in nazionale ― Jugoslavia | Cronologia completa delle presenze e delle reti in nazionale ― Jugoslavia | Cronologia completa delle presenze e delle reti in nazionale ― Jugoslavia | Cronologia completa delle presenze e delle reti in nazionale ― Jugoslavia | Cronologia completa delle presenze e delle reti in nazionale ― Jugoslavia |
| Data                                                                      | Città                                                                     | In casa                                                                   | Risultato                                                                 | Ospiti                                                                    | Competizione                                                              | Reti                                                                      | Note                                                                      |
| ------------------------------------------------------------------------- | ------------------------------------------------------------------------- | ------------------------------------------------------------------------- | ------------------------------------------------------------------------- | ------------------------------------------------------------------------- | ------------------------------------------------------------------------- | ------------------------------------------------------------------------- | ------------------------------------------------------------------------- |
| 11-12-1949                                                                | Firenze                                                                   | Jugoslavia                                                                | 3 – 2 dts                                                                 | Francia                                                                   | Qual. Mondiali 1950                                                       | -2                                                                        |                                                                           |
| 28-5-1950                                                                 | Belgrado                                                                  | Jugoslavia                                                                | 5 – 1                                                                     | Danimarca                                                                 | Amichevole                                                                | -1                                                                        |                                                                           |
| 11-6-1950                                                                 | Berna                                                                     | Svizzera                                                                  | 0 – 4                                                                     | Jugoslavia                                                                | Amichevole                                                                | -                                                                         |                                                                           |
| 25-6-1950                                                                 | Belo Horizonte                                                            | Jugoslavia                                                                | 3 – 0                                                                     | Svizzera                                                                  | Mondiali 1950 - 1º turno                                                  | -                                                                         |                                                                           |
| 29-6-1950                                                                 | Porto Alegre                                                              | Jugoslavia                                                                | 4 – 1                                                                     | Messico                                                                   | Mondiali 1950 - 1º turno                                                  | -1                                                                        |                                                                           |
| 1-7-1950                                                                  | Rio de Janeiro                                                            | Brasile                                                                   | 2 – 0                                                                     | Jugoslavia                                                                | Mondiali 1950 - 1º turno                                                  | -2                                                                        |                                                                           |
| 3-9-1950                                                                  | Stoccolma                                                                 | Svezia                                                                    | 1 – 2                                                                     | Jugoslavia                                                                | Amichevole                                                                | -1                                                                        |                                                                           |
| 7-9-1950                                                                  | Helsinki                                                                  | Finlandia                                                                 | 3 – 2                                                                     | Jugoslavia                                                                | Amichevole                                                                | -1                                                                        | 61’                                                                       |
| 10-9-1950                                                                 | Copenaghen                                                                | Danimarca                                                                 | 1 – 4                                                                     | Jugoslavia                                                                | Amichevole                                                                | -1                                                                        |                                                                           |
| 8-10-1950                                                                 | Vienna                                                                    | Austria                                                                   | 7 – 2                                                                     | Jugoslavia                                                                | Amichevole                                                                | -6                                                                        | 75’                                                                       |
| Totale                                                                    |                                                                           | Presenze                                                                  | 10                                                                        |                                                                           | Reti                                                                      | -15                                                                       |                                                                           |

## Palmarès

### Club

#### Competizioni nazionali
- Campionati del Regno di Jugoslavia: 1

BSK Belgrado: 1938-39
- Campionati della Democrazia Federale di Jugoslavia: 1

SR Serbia: 1945
- Campionati della RSF di Jugoslavia: 2

Stella Rossa: 1951, 1952-53
- Coppe di Jugoslavia: 3

Stella Rossa: 1948, 1949, 1950